# Alex Höpperger

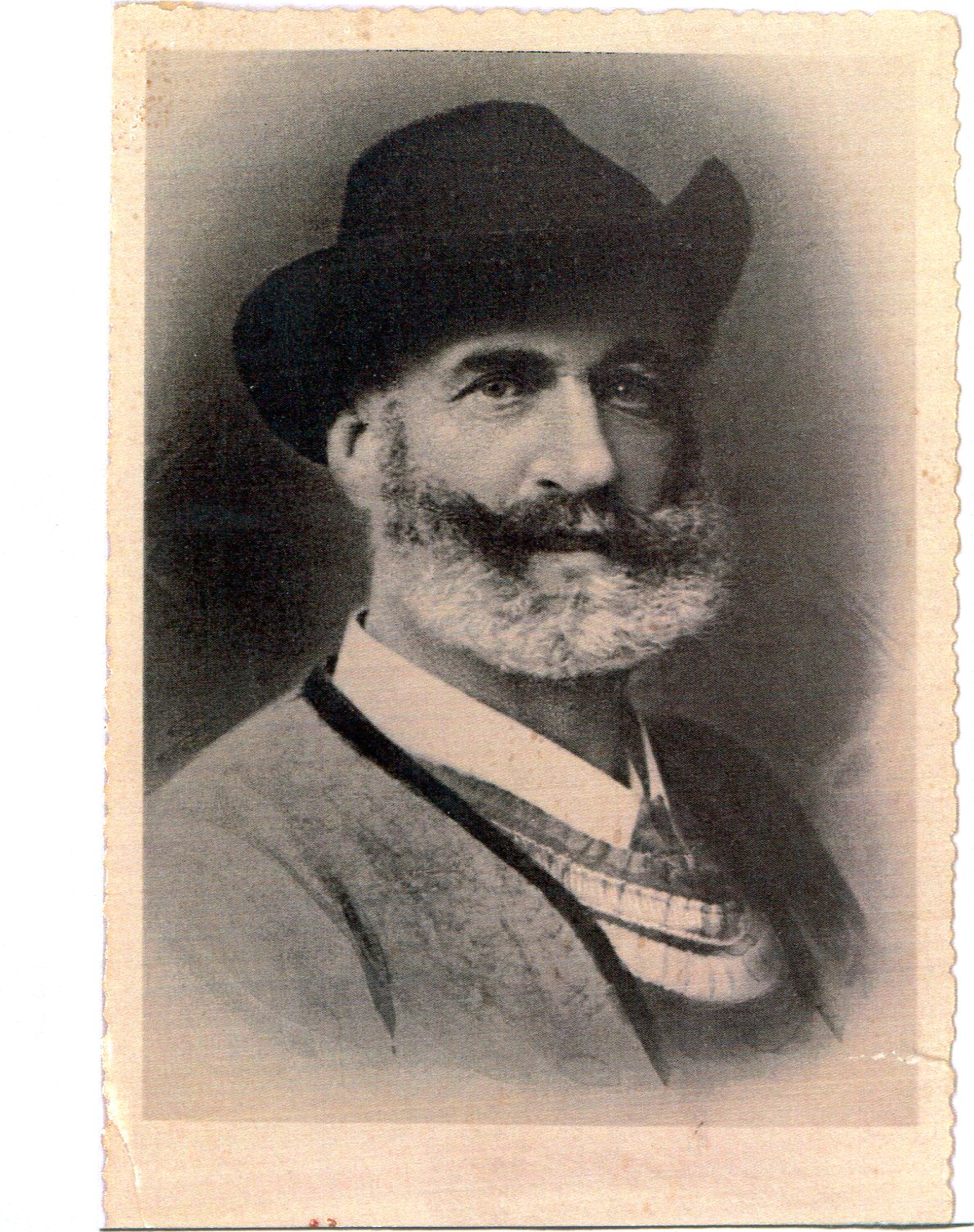
Alex Höpperger

Alex Höpperger (* 27. Mai 1865 in Thaur; † 23. März 1929 ebenda) war ein österreichischer Nationalsänger.

## Leben
Alex Höpperger wurde am 27. Mai 1865 in Thaur, einem Dorf östlich von Innsbruck, geboren. Bereits in jungen Jahren trat er der „Nationalsängergesellschaft Hans und Mirzl Lechner“ aus Thaur bei. Die Gruppe trat als Familienmusik auf. Bald wurden auch andere Sänger und Musikanten aufgenommen, so auch die Brüder von Alex Josef und Hans, die die Gruppe als Sänger, Musikanten und Tänzer verstärkten. 1888 unternahm die Gesellschaft unter dem Namen „Tyroler Sänger-Gesellschaft Edelweiß“ eine Tournee durch Amerika.
Mit der Zeit sind die Brüder Höpperger gut in die Gruppe hineingewachsen und haben mehr Einfluss ausgeübt. Mit dem Ausscheiden von Hans Lechner wurde der Name der Gesellschaft geändert und lautete ab jetzt „Tyroler National Sänger-Gesellschaft Mirzl Lechner und Lex Höpperger“. Die Gruppe bereiste ganz Österreich, Deutschland, Holland, Belgien und England und errang überall glänzende Erfolge und ungeteilten Beifall. Besonders erwähnenswert sind die Gesangsbeiträge von Alex Höpperger, der mit seiner mächtigen Bassstimme das Publikum zu Beifallsstürmen brachte. Das „Andreas Hofer Lied“ war sein Lieblingslied, das bei keiner Vorstellung fehlen durfte.
Nachdem sich 1900 auch Mirzl Lechner zurückgezogen hatte, übernahm Alex die organisatorische, Hans die musikalische Leitung. 1901 ist in einer polizeilichen Auftrittsgenehmigung aus Hamburg nur mehr von der „Sängergesellschaft Gebrüder Höpperger“ die Rede.

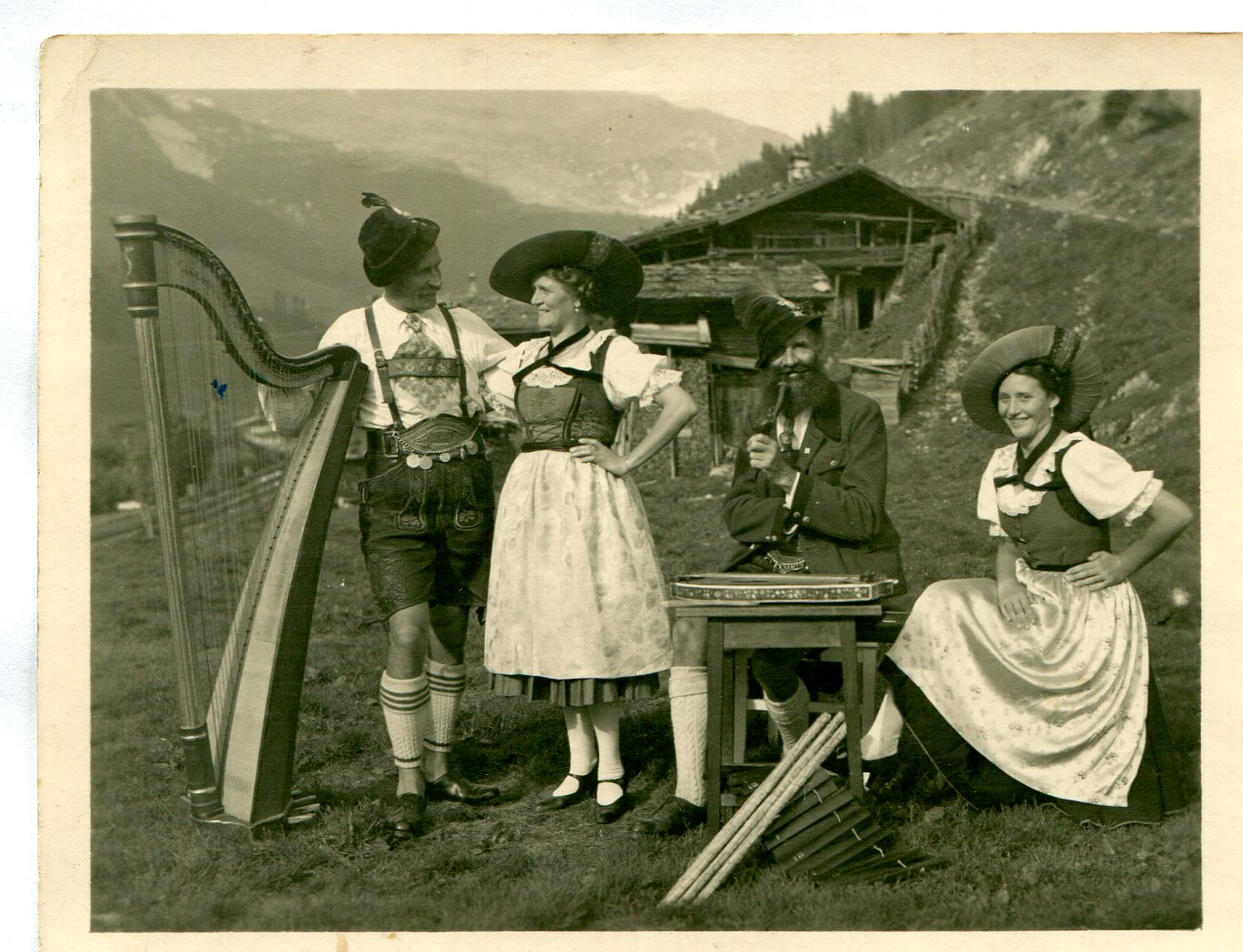
Sängergesellschaft Gebrüder Höpperger

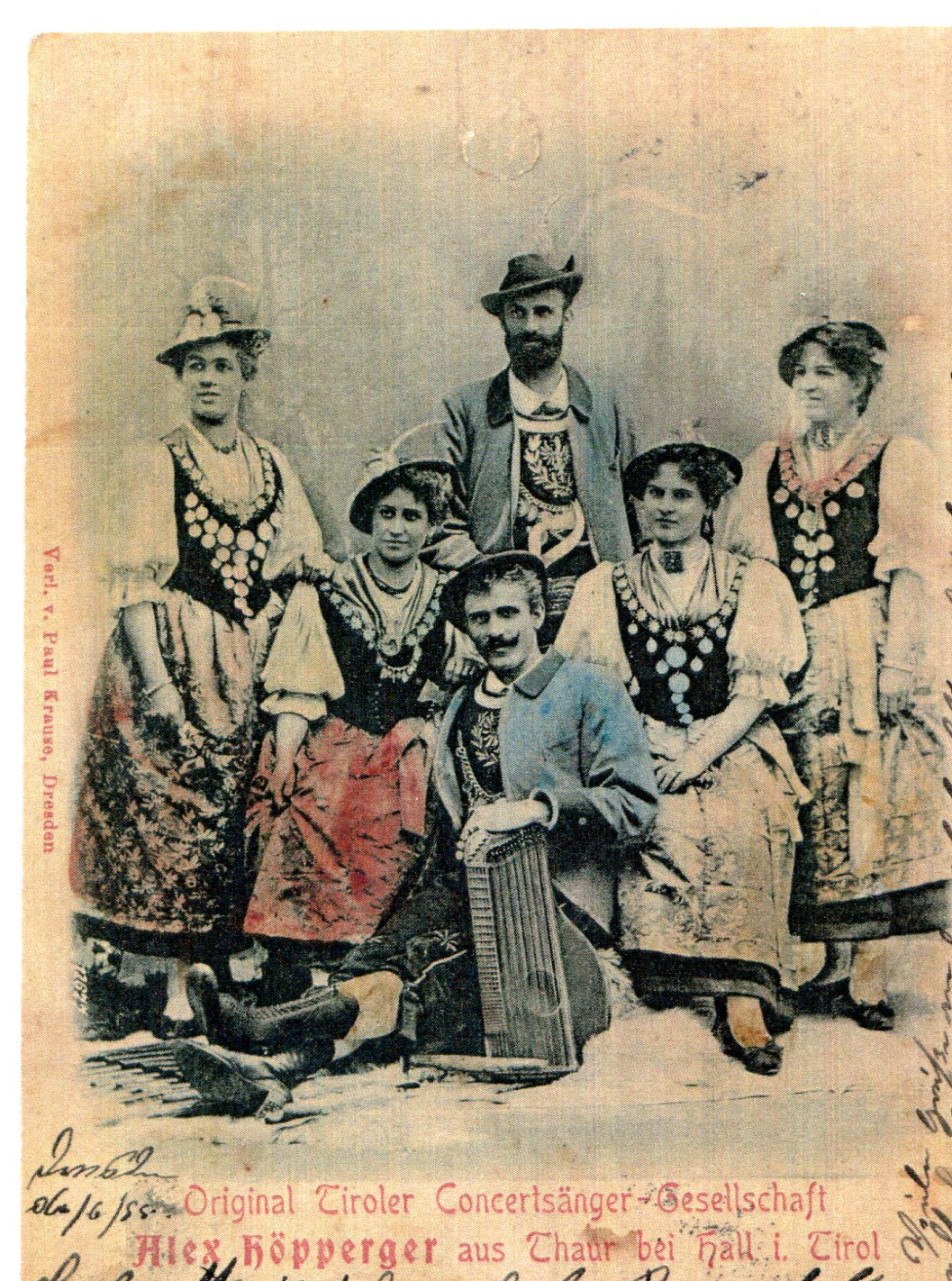
Original Tiroler Concertsänger-Gesellschaft Alex Höpperger

Ab nun bestand die Gruppe aus bis zu 20 Personen. Es wurde mehr Augenmerk auf den Volkstanz und das Schuhplattln gelegt. Die Gruppenbezeichnung lautete „Original Tiroler Konzert- und Schuhplattlertänzer-Gesellschaft Alex Höpperger“ aus Thaur/Tirol. 1902 trat die Gesellschaft im Jagdschloss des Prinzen von Schönburg in der Nähe von Marienbad/Böhmen auf. Dazwischen gab es auch immer wieder gut besuchte Konzerte in Innsbruck.
1906 kam die Einladung zur großen „Imperial Austrian Exhibition in Earl’s Court“ in London. Sechs Monate hielt sich die Gruppe, bestehend aus 23 Personen unter der Leitung von Alex Höpperger in London auf. In einem dafür aufgebauten Tiroler Dorf wurde musiziert, getanzt und gesungen. Dreimal besuchte der englische König Eduard VII. die Darbietungen der Thaurer Musiker.
Dieser Aufenthalt in England war sowohl der künstlerische, als auch der finanzielle Höhepunkt. Danach wurde es ruhig. Große Tourneen sind nicht mehr bekannt. 1907 heiratete Lex Franziska Giner aus Thaur, mit der er fünf Kinder hatte.

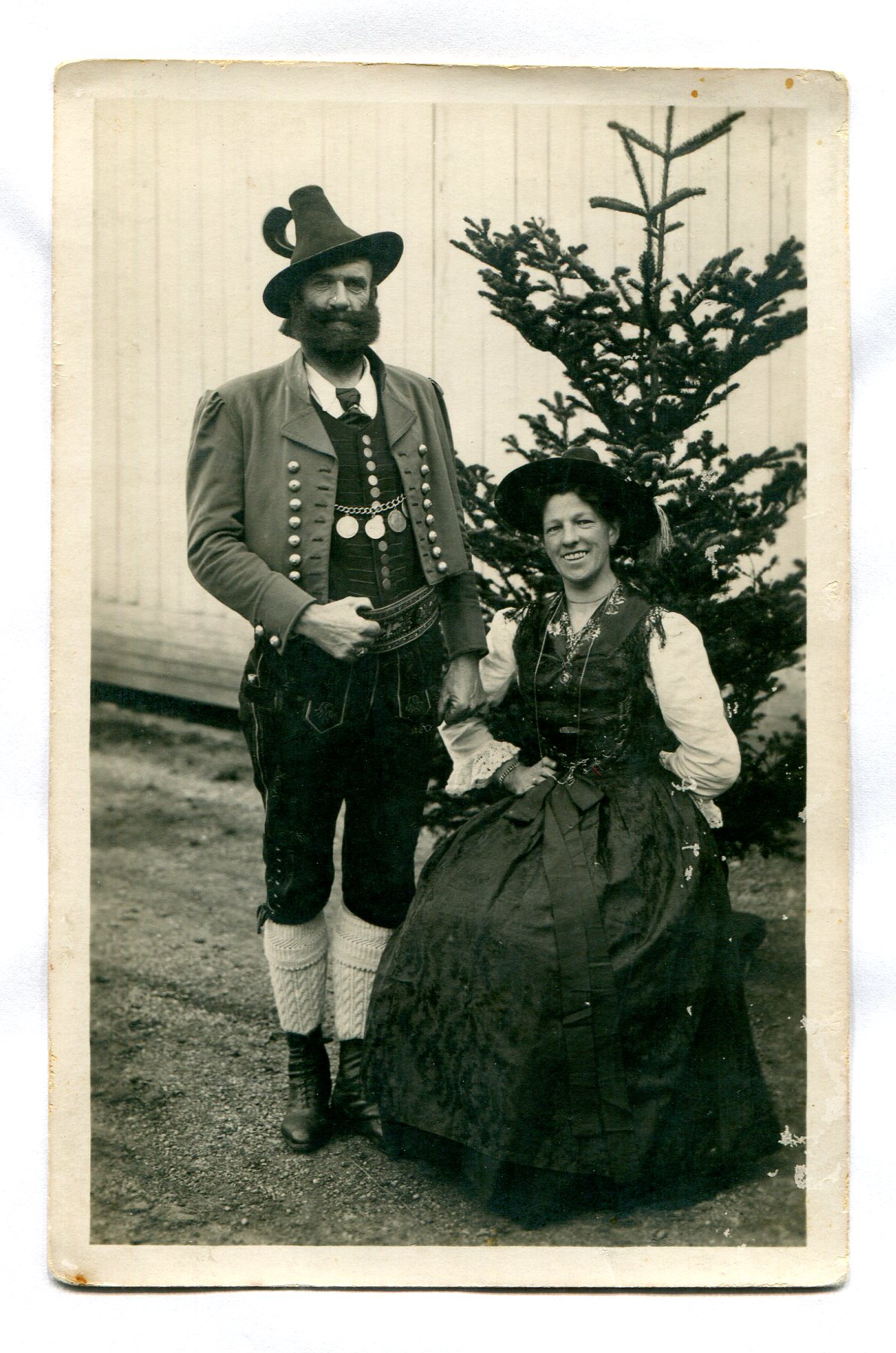
Alex und Franziska Höpperger

Im Jahre 1912, anlässlich der großen Jagdausstellung in Wien, traten die Brüder Alex und Hans Höpperger gemeinsam auf. Bei diesem Auftritt entstand ein Foto, das Alex mit seiner Frau Franziska zeigt. Dieses Foto befindet sich in der Brockhaus Enzyklopädie vom Jahre 1939 unter dem Buchstaben „T“ wie Tirol und macht die zwei im deutschsprachigen Raum unsterblich. Die „Nationalsänger-Gesellschaft Höpperger“ endete nach diesem Auftritt, wie auch die „große Zeit“ des „National-Sängertums“ vorbei war. Lex starb am 23. März 1929 nach einem Schlaganfall 64-jährig.